# Шевер
Ше́вер (англ. shaver) — багатолезовий різальний інструмент у вигляді зубчастого колеса чи рейки з лезами на бокових поверхнях його зубців для чистового оброблення бокових поверхонь зубців, при якому для виконання різання використовується відносне ковзання між зубцями інструменту та заготовки у процесі їх зачеплення. Виготовляються шевери, зазвичай, із швидкорізальних сталей.

## Шевінгування
Процес обробки шевером називається «шевінгуванням» (англ. shaving). Шевінгування виконується на зубошевінгувальних верстатах і забезпечує досягнення 6-7 степеня точності на колесах з модулями від 0,4 до 12 мм при діаметрі коліс від 6 до 1200 мм. Твердість матеріалу заготовки HRC<35.

## Різновиди шеверів
Дисковий шевер має вигляд циліндричного зубчатого колеса з гвинтовими зубцями, на бокових сторонах яких нарізані стружкові рівці (зазвичай у радіальному напрямі).
Черв'ячний шевер має вигляд черв'яка, на витках якого у радіальному напрямі прорізані стружкові рівці. Забезпечує найвищу точність обробки але інструмент є дорогим у виготовленні.
Рейковий шевер виконаний у вигляді зубчастої рейки, на бокових сторонах зубів якої нарізані стружкові рівці. Для обробки прямозубих коліс використовують рейки з похилим зубом. Не зважаючи на простоту конструкції рейкові шевери не знайшли значного використання через складність їх виготовлення і монтажу

## Історична довідка
Шевінгування, верстати та інструмент для нього були винайдені на початку 30-х років XX століття компанією «National Broach & Machine Co.» (США) для використання в масовому виробництві в автомобільній промисловості.